# Marta Obuchová
Marta Obuchová (7. ledna 1905 Ivančiná-Dvorec – 14. prosince 1961) byla slovenská a československá politička Komunistické strany Slovenska a poúnorová poslankyně Národního shromáždění ČSR.

## Biografie
V roce 1948 se uvádí jako tajemnice, bytem Dolný Kubín.
Ve volbách roku 1948 byla zvolena do Národního shromáždění za KSČ ve volebním kraji Liptovský Svätý Mikuláš. V parlamentu zasedala až do konce funkčního období, tedy do voleb v roce 1954. V letech 1946–1950 se uvádí jako členka Ústředního výboru Komunistické strany Slovenska (k roku 1953 je zde uváděna Mária Obuchová).